# Пилтдаунски човек
Такозвани „пилтдаунски човек" представља остатке лобање и вилица ископаних 1912. године из гробнице у Пилтдауну, селу надомак Укфилда у Источном Сасексу. За ове кости експерти су тврдили да представљају фосиле дотад непознате ране врсте човека (рода Homo). Налазу (новој врсти) је дат и латински назив - Eoanthropus dawsoni.
Важност овог налаза је остала контроверзна до 1953. године, када је налаз проглашен подвалом, јер се испоставило да га чине доња вилица орангутана и лобања савременог човека. Сматра се да је превару осмислио проналазач пилтдаунског човека, Чарлс Досон (по коме је врста и названа). Ово гледиште се често оспорава и предложено је још неколико евентуалних твораца преваре.
Пилтдаунска превара је вероватно најпознатија међу археолошким преварама, са актуелношћу која је трајала преко 40 година, и још дуготрајнијим утицајем услед усаглашености са еволуционим идејама о вези човеколиких мајмуна и човека.

## Важнији догађаји
- 1908: Досон проналази прве пилтдаунске фрагменте
- 1912 (фебруар): Досон контактира Вудварда (Woodward) поводом првих фрагмената лобање
- 1912 (јун): Досон, Вудвард и Теилхард оформљују тим за ископавања
- 1912 (јун): Тим проналази молар слона, фрагменте лобање
- 1912 (јун): Откривене десне паријеталне кости лобање и доња вилица
- 1912 (новембар): Новости о ископавањима долазе до популаристичких новина
- 1912 (децембар): Званична презентација пилтдаунског човека
- 1914: Ископан Талгаи човек, који се сматрао потврдом пилтдаунских налаза
- 1925: Едмондс пријављује грешку у геолошким проценама пилтдаунских ископина
- 1943: Препоручује се израда тестова на садржај флуора
- 1948: Вудвард издаје књигу „The Earliest Englishman" (Најранији Енглез)
- 1949: Тестови на садржај флуора указују на релативно малу старост пилтдаунског човека
- 1953: Weiner, Le Gros Clark, и Oakley разоткривају превару (Да би вилица изгледала старија, офарбали су је калијум-дихроматом, а зубе су подбрусили да би личили на људске. Сличне подвале су откривене и на другим фрагментима проналаска, између којих је псећи зуб, такође избрушен, набијен песком и префарбан дихроматом.)